# Сарымсаков, Кайрат Оразович
Кайрат Оразович Сарымсаков (каз. Қайрат Оразұлы Сарымсақов; род. 31 мая 1989) — казахстанский таэквондист, международный мастер спорта Республики Казахстан, призёр Азиатских игр, дважды бронзовый призёр Чемпионата мира, Заслуженный мастер спорта Республики Казахстан. Представлял сборную РК по таеквондо с 2004 г по 2021 г. Выпускник Казахской Академии Спорта и Туризма.

## Биография
- Бронзовый призёр юношеского чемпионата Азии — 2005
- Бронзовый призёр чемпионата Азии (2) — 2008, 2012
- Серебряный призер Азиатских Игр среди закрытых помещений (2) - 2009, 2017
- Бронзовый призёр «German Open» (2) — 2011, 2012
- Победитель «Korean Open» — 2014
- Бронзовый призёр Азиатских Игр — 2014
- Бронзовый призёр Чемпионата мира по тхэквондо — 2017 (Корея, Муджу)
- Бронзовый призер Чемпионата мира по тхэквондо - 2019 (Великобритания, Манчестер)